# رمد وليدي
الرّمد الوَليدي بالإنجليزية (رمد وليدي)، المعروف أيضا باسم التهاب الملتحمة الوليدي ، هوشكل من أشكال التهاب الملتحمة الذي يحدث لحديثي الولادة أثناء الولادة. عيون الطفل تتعرض للتلوث أثناء مروره عبر قناة الولادة من الأم المصابة بالنيسرية البنية أوالمتدثرة الحثرية Neisseria gonorrhoeae or Chlamydia trachomatis.
عادة ما يتم وضع مرهم للعينين يحتوي على 0.5٪ اريثروميسين في عيون الأطفال حديثي الولادة في غضون ساعة من الولادة كوقاية ضد الرمد السيلاني.
إذا تُركت هذه العدوى بدون علاج يمكن أن تسبب العمى.

## تعريف
التهاب الملتحمة الوليدي يحدث عادة خلال الشهرالأول من الحياة، وقد يكون هذا الالتهاب معديا أو غيرمعدي. في التهاب الملتحمة المعدي، ينتقل مسبب المرض من الجهازالتناسلي للأم المصابة أثناء الولادة أوعن طريق اليدين.

## العلامات والأعراض
- ألم وضعف في مقلة العين.
- إفرازات الملتحمة: يكون الإفراز قيحيا، مخاطيا أو مخاطيا قيحيا يختلف حسب المسبب.
- تظهر الملتحمة فرط الدم (التبيغ) وتتورم وتتهيج، وعادة ما تكون الجفون متورمة.
- وتصاب القرنية بهذا الإلتهاب (نادرا) في حالات العدوى الناتجة من الرمد الوليدي للهربس البسيط.herpes simplex ophthalmianeonatorum.

### زمن بداية ظهور الاعراض والعلامات
اسباب كيميائية: بعد الولادة مباشرة.
النيسرية البنية Neisseria gonorrhea : بعد الولادة حتى خمسة أيام بعد الولادة (بداية مبكرة).
المتدثرة الحثرية Chlamydia trachomatis: خمسة أيام بعد الولادة حتى إسبوعين (بداية متأخرة- المتدثرة الحثرية لها فترة حضانة أطول).

### المضاعفات
الحالات غير المعالجة قد تؤدي إلى تقرح القرنية وتثقبها، مما يؤدي إلى عتامة في القرنية وتكوين عِنَبَةٌ قَرْنَوِيَّة.

## الأسباب

### غير معدية
المهيجات الكيميائية مثل نترات الفضة يمكن أن تسبب التهاب الملتحمة الكيميائي، والتي تدوم لمدة 2-4 أيام. ولذلك؛ لم يعد من الشائع استخدام نترات الفضة. وفي معظم البلدان تستخدم قطرات العين نيوميسينايدكلورامفينيكول "neomycinandchloramphenicol" بدلاً من نترات الفضة..[بحاجة لمصدر]

### معدية
العديد من أنواع البكتيريا والفيروسات يمكن أن تتسببب التهاب الملتحمة الوليدي.
المسببان الأكثر شيوعا هما النيسرية البنية والمتدثرة والتي تنتقل لحديث الولادة عن طريق قناة الولادة أثناء الولادة.
الرمد الوليدي الناتج بسبب المكورات البنية (النيسرية البنية): يظهر عادة في الأيام الخمسة الأولى بعد الولادة، وعادة ما يكون مرتبطا بإفرازات قيحية والتهاب موضعي في كلتا العينين. في المقابل، التهاب الملتحمة الناتج من المتدثرة الحثرية (الكلاميديا) ينتج التهاب في الملتحمة بعد اليوم الثالث من الولادة، وحتى عمر إسبوعين وتكون الإفرازات في هذه الحالة أكثر مائية في طبيعتها (مخاطية قيحية) ويكون الالتهاب أقل وطأة.
الأطفال المصابين بالكلاميديا (المتدثرة) قد تتطور حالتهم إلى التهاب رئوي (عدوى في الصدر) في مراحل لاحقة (من إسبوعين إلى تسعة عشر إسبوعا بعد الولادة).
الرضع الذين يعانون من الالتهاب الرئوي الناتج من المتدثرة يجب معالجتهم بواسطة الاريثروميسين الفموي لمدة 10-14 يوم.
ومن العوامل الأخرى المسببة للرمد الوليدي فيروس الحلأ البسيط (النوع الثاني)، المكورات العنقودية الذهبية، العقدية الحالة للدم، العقدية الرئوية.

## الوقاية
مضاد حيوي على شكل مرهم (جل) للعين يدهن في عيون حديث الولادة خلال ساعة من ولادته كوقاية من gonococcal ophthalmia. المضاد الحيوي يمكن أن يكون إيريثروميسين، تتراسايكلين أو نترات الفضة erythromycin, tetracycline, or silver nitrate.

## العلاج
الوقاية تحتاج إلى رعاية ما قبل الولادة، وفي أثناء الولادة، وما بعد الولادة.
- وتشمل تدابير ما قبل الولادة الرعاية الشاملة للأمور وعلاج الالتهابات التناسلية عند الاشتباه بها.
- تدابير أثناء الولادة هي ذات أهمية قصوى وذلك لأن معظم الإصابات بالمرض تحدث في أثناء الولادة. لذلك، فإن عملية الولادة يجب أن تجرى في بيئة وظروف معقمة ونظيفة مع الأخذ بعين الاعتبار كل تدابيرالتعقيم. وجفون الطفل حديث الولادة المغلقة يجب أن يتم تطهيرها وتنظيفها وتجفيفها كليا وبشكل جيد.
- تدابير ما بعد الولادة:
  - استخدام مرهم 1٪ التتراسيكلين أو مرهم 0.5٪ الإريثروميسين أو 1٪ من محلول نترات الفضة (طريقة كريد) في عيون الأطفال مباشرة بعد الولادة.
  - ويجب إعطاء حقنة واحدة من السيفترياكسون" ceftriaxone " في العضلات وفي الوريد للأطفال المولودين لأمهات يعانون من عدوى بالمكورات البنية غير المعالجة.
  - العلاجات الدوائية كقاعدة عامة، يجب أن تؤخذ عينات من خلايا الملتحمة وعينات للزراعة لمعرفة حساسية مسبب المرض للعلاج قبل بدء العلاج.
- الرمد الوليدي الكيميائي حالة محدودة ذاتيا (مناعة الجسم كافية لعلاجها)، ولا تتطلب أي علاج.
- الرمد الوليدي السيلاني يحتاج علاج فوري لمنع المضاعفات. العلاج الموضعي يجب أن يتضمن:
- الغسل بمياه مالحة كل ساعة حتى يتم التخلص من الإفرازات.
- استخدام مرهم العيون بكتيراسين 4 مرات يوميا (بسبب وجود سلالات مقاومة للبنسلين فإن العلاج الموضعي بالبنسيلن لا يمكن الاعتماد عليه. ولكن في الحالات التي يثبت فيها أن البكتيريا قابلة للعلاج بواسطة البنسلين، فإنه يتم إدخال العلاج بالتقطير بمعدل 5000 ل 10000 وحدة لكل مل لكل دقيقة لمدة نصف ساعة، وكل خمس دقائق للنصف ساعة القادمة، وبعد ذلك كل نصف ساعة حتى يتم السيطرة على العدوى.
- في الحالات التي تكون فيها القرنية مصابة فإنه يتم وضع مرهم سلفات الأتروبين.
  - وينبغي التماس المشورة من طبيب الأطفال وطبيب العيون للحصول على الرعاية المناسبة.

العلاج المنهجي:
المواليد الجدد مع الرمد الوليدي السيلاني ينبغي أن يتم علاجهم لمدة سبعة أيام بأحد النُظُم العلاجية التالية سيفترياكسون"ceftriaxone"، سيفوتاكسيم "cefotaxime"، سيبروفلوكساسين"ciprofloxacin"، كريستالاين البنزيل بنسلين"crystalline benzyl penicillin".
- يجب علاج الرمد الوليدي الناتج من أنواع أخرى من البكتيريا بوساطة قطرات المضادات الحيوية واسعة الطيف وبواسطة المراهم لمدة اسبوعين.
- الْتِهابُ المُلْتَحِمَةِ الاشْتِمالِيّ الوليدي الناتج بسبب المتدثرة الحثرية يستجيب بشكل جيد للتتراسيكلين الموضعي 1٪ أولمرهم العين الإريثروميسين 0.5٪ (يؤخذ أربع مرات فياليوم) لمدة ثلاثة أسابيع. ومع ذلك يجب أخذ الاريثروميسين الجهازي systemic وذلك لأن وجود المتدثرة في الملتحمة يعني وجودها في الجهاز التنفسي العلوي أيضا. وينبغي أيضا أن يعالج كلا الوالدين بالإريثروميسين الجهازي.
- التهاب الملتحمة الناتج بسبب فيروس الحلأ البسيط يجب معالجته بالأسيكلوفير"acyclovir "عن طريق الوريد لمدة لا تقل عن 14 يوم لمنع حدوث عدوى الجسمsystemic ..[4]